# Janis Morweiser
Janis Morweiser, né le 16 février 1991, est un coureur allemand du combiné nordique.

## Biographie
Janis Morweiser est originaire d'Oberstdorf en Bavière. Lors de la rentrée 2007/2008, il fait le choix d’intégrer le Skiinternat Furtwangen (de) situé dans le Bade-Wurtemberg. Il fait partie des grands espoirs allemands du combiné nordique et domine les courses de sa catégorie d'âge.
Janis Morweiser a obtenu lors des Championnats du monde junior de ski nordique 2010 (pl) à Hinterzarten la médaille de bronze du Gundersen 5 km. Il termine derrière Junshirō Kobayashi et Marjan Jelenko et devant ses compatriotes Johannes Rydzek et Fabian Riessle.
Actif en équipe nationale de 2007 à 2014, il démarre dans la Coupe du monde en janvier 2010 juste avant de remporter trois médailles aux Championnats du monde junior, dont l'or dans l'épreuve par équipes, l'argent au Gundersen 10 km et le bronze au Gundersen 5 km. Il réalise sa meilleure saison en 2013, où il compte deux tops dix en Coupe du monde dont une quatrième place à Almaty.

## Palmarès

### Coupe du monde

#### Classements en Coupe du monde
| Année     | Classement général final |
| 2011-2012 | 47e                      |
| 2012-2013 | 29e                      |
| 2013-2014 | 66e                      |

#### Détail des résultats
| Place / Épreuve | Place / Épreuve | Gundersen | Penalty Race | Relais | Total |
| --------------- | --------------- | --------- | ------------ | ------ | ----- |
| 1re place       |                 |           |              |        |       |
| 2e place        |                 |           |              |        |       |
| 3e place        |                 |           |              |        |       |
| Top 10          | Top 10          | 2         |              |        | 2     |
| Points          | Points          | 11        | 1            |        | 12    |
| Départ          | Départ          | 35        | 1            |        | 36    |

- Meilleur résultat individuel : 4e.

### Coupe continentale

#### Classements en Coupe continentale
| Année     | Classement général final |
| --------- | ------------------------ |
| 2009-2010 | 34e                      |
| 2011-2012 | 34e                      |
| 2012-2013 | 23e                      |
| 2013-2014 | 78e                      |

#### Détail des podiums
| Édition | Épreuve                                 | Place |
| ------- | --------------------------------------- | ----- |
| 2012    | Kuopio (Gundersen – HS127 / 10 km)      | 1er   |
| 2013    | Klingenthal (Gundersen – HS140 / 10 km) | 1er   |
| 2013    | Klingenthal (Gundersen – HS140 / 10 km) | 1er   |

### Grand prix d'été de combiné nordique
| Année | Classement général final |
| ----- | ------------------------ |
| 2010  | 27e                      |
| 2011  | 26e                      |
| 2012  | 17e                      |

### Championnats du monde junior
| Épreuve / Édition | Épreuve / Édition | Strbske Pleso 2009 | Hinterzarten 2010 | Otepää 2011 |
| ----------------- | ----------------- | ------------------ | ----------------- | ----------- |
| Gundersen 5 km    | Gundersen 5 km    | 5e                 | 3e                | 14e         |
| Gundersen 10 km   | Gundersen 10 km   | -                  | 2e                | 10e         |
| Par équipes       | Par équipes       | -                  | 1re               | -           |